# Loksa
Loksa är en stad i landskapet Harjumaa i norra Estland. Den utgör en egen stadskommun (estniska: linn) och ligger utmed Estlands nordkust mot Finska viken, 60 km öster om huvudstaden Tallinn. Staden har en yta på 3,81 km2, och den hade 2 665 invånare år 2015. 
Loksa ligger vid bukten Hara laht och norr om staden breder halvön Pärispea poolsaar ut sig. Ån Valgejõgi mynnar i havet vid Loksa. Runt Loksa är det mycket glesbefolkat, med 7 invånare per kvadratkilometer. Loksa är det största samhället i trakten. I omgivningarna runt Loksa växer i huvudsak blandskog.
Inlandsklimat råder i trakten. Årsmedeltemperaturen i trakten är 3 °C. Den varmaste månaden är juli, då medeltemperaturen är 18 °C, och den kallaste är januari, med −11 °C.